# 丛生大叶藻
丛生大叶藻（学名：Zostera caespitosa）为眼子菜科大叶藻属下的一个种。

## 扩展阅读
- 維基物種上的相關：丛生大叶藻